# Argyropogon argentinus
Argyropogon argentinus là một loài ruồi trong họ Asilidae. Argyropogon argentinus được Artigas & Papavero miêu tả năm 1990. Loài này phân bố ở vùng Tân nhiệt đới.